# Kanton Ruiselede
Kanton Ruiselede is een kieskanton in de provincie West-Vlaanderen en het arrondissement Tielt. Het is de bestuurslaag boven die van de gemeenten Ruiselede en Wingene. Tot 1970 was er ook een gerechtelijk kanton met een vredegerecht dat zetelde in het gemeentehuis van Ruiselede.

## Kieskanton Ruiselede
Het kieskanton Ruiselede ligt in het provinciedistrict Tielt, het kiesarrondissement Roeselare-Tielt en ten slotte de kieskring West-Vlaanderen. Het telt 7 stembureaus.

### Structuur
| Ruiselede        | Ruiselede        | Supranationaal         | Nationaal                         | Nationaal                 | Gemeenschap               | Gewest                    | Provincie                 | Arrondissement  | Provinciedistrict | Kanton          | Gemeente          | District         |
| ---------------- | ---------------- | ---------------------- | --------------------------------- | ------------------------- | ------------------------- | ------------------------- | ------------------------- | --------------- | ----------------- | --------------- | ----------------- | ---------------- |
| Administratief   | Niveau           | Europese Unie          | België                            | België                    | Vlaanderen                | Vlaanderen                | West-Vlaanderen           | Tielt           | Tielt             | Tielt           | Ruiselede Wingene | -                |
| Administratief   | Bestuur          | Europese Commissie     | Belgische regering                | Belgische regering        | Vlaamse regering          | Vlaamse regering          | Deputatie                 | Deputatie       | Deputatie         | Deputatie       | Gemeentebestuur   | Districtscollege |
| Administratief   | Raad             | Europees Parlement     | Kamer van volksvertegenwoordigers | Vlaams Parlement          | Vlaams Parlement          | Vlaams Parlement          | Provincieraad             | Provincieraad   | Provincieraad     | Provincieraad   | Gemeenteraad      | Districtsraad    |
| Kiesomschrijving | Kiesomschrijving | Nederlands Kiescollege | Kieskring West-Vlaanderen         | Kieskring West-Vlaanderen | Kieskring West-Vlaanderen | Kieskring West-Vlaanderen | Kieskring West-Vlaanderen | Roeselare-Tielt | Tielt             | Ruiselede       | Ruiselede Wingene | -                |
| Verkiezing       | Verkiezing       | Europese               | Federale                          | Federale                  | Vlaamse                   | Vlaamse                   | Provincieraads-           | Provincieraads- | Provincieraads-   | Provincieraads- | Gemeenteraads-    | Districtsraads-  |